# Zhuhai Tower
La Zhuhai Tower è un grattacielo alto 330 m situato a Zhuhai, in Cina. La sua costruzione è iniziata nel 2013 ed è stata ultimata nel 2017.